# Chouaner
Chouanerna (franska les chouans) var ett gerillakrigförande, mestadels av bönder och smugglare bestående, romersk-katolskt och rojalistiskt parti i Bretagne, Normandie och Maine under den stora franska revolutionen. 
Benämningen härleds vanligen från det bretonska ordet chat-huant, förvrängt chuant, nattuggla, som i Bretagne hade blivit ett gängse namn på smugglare, till följd av att de för att varna varandra brukade härma ugglans skri. ¨
Andra håller dock före, att partiet fick sitt namn efter Jean Cottereau, som allmänt kallades Chouan. Denne var född 1757 och son till en smugglare. Han hade av Ludvig XVI benådats från ett utdömt dödsstraff och behöll den nåden i tacksamt minne. För att bekämpa republiken och främja det fallna kungadömets sak, för vilken vendéerna redan stod under vapen söder om Loire, trädde han i förbindelse med åtskilliga uppviglare av det kungliga partiet, samlade i slutet av 1793 en hop löst folk och allmoge norr om Loire, i nedre Maine, och började ett gerillakrig (chouannerie). 
Från skogarna vid Pertre och Fougères spred sig rörelsen västerut över Bretagne - där sedan 1791 det i synnerhet av prästerna underblåsta missnöjet med sakernas nya skick givit sig luft i flera våldsgärningar - och åt öster ända till närheten av Paris. Markis Puisaye kom för att på de kungliga prinsarnas uppdrag leda det hela. Konventet sände mot chouanerna general Beaufort, som i början av 1794 sprängde flera upprorsskaror och sedermera även överväldigade Cottereaus band, varvid Cottereau själv, förrådd och tagen i bakhåll, dödligt sårades (29 juli 1794). Puisaye samlade emellertid folk på nytt och var nära att överrumpla den republikanska arméns högkvarter i Rennes. Men så snart Hoche i spetsen för fyra armékårer upptagit striden mot honom, lämnade han landet för att söka bistånd i England och hos de franska emigranterna. Under hans frånvaro uppträdde som chouanernas anförare Cormatin, vilken i Mabilais, 9 april 1795, ingick ett fördrag, enligt vilket chouanerna skulle nedlägga vapnen och erkänna republiken. Men då Hoche lät arrestera Cormatin, började gerillakriget i Bretagne ånyo. 
Chouanernas främsta anförare var nu Georges Cadoudal och Scépeaux. Kampen fördes av dem med stor energi, men med svikande lycka, och chouanerna var i största trångmål, då Puisaye kom med undsättning på en engelsk flotta. Chouanerna samlades från alla håll kring hjälphären, som i juni 1795 landstigit vid Quiberon i södra Bretagne. Men olikhet i åsikter bland expeditionens ledare och det översitteri, varmed chouanerna behandlades, hindrade alla kraftiga åtgärder. Den engelska flottans avsegling, grevens av Artois uteblivande samt ständiga nederlag fråntog chouanerna modet, och när sedan Hoche, efter att ha tillintetgjort resningen söder om Loire, kastade hela sin styrka över på högra Loirestranden, blev upproret i augusti 1796 kuvat. 
År 1799 upplågade det ånyo, men Bonaparte skickade då general Brune med 30 000 man mot insurgenterna, varefter dessa under loppet av år 1800 nedlade sina vapen. Åren 1814 och 1815 visade sig ännu en gång chouaner - under befäl av Coislin, Andigné, Ambrugeac med flera - på ömse sidor om Loire; men när efter slaget vid Waterloo (1815) deras mål var hunnet och det katolska kungadömet återställt, följde freden av sig själv.